# طرخشقون أنكليزي
طرخشقون أنكليزي (الاسم العلمي:Taraxacum anglicum) هو نوع من النباتات يتبع جنس الطرخشقون من الفصيلة النجمية. سمي هذا النوع نسبةً إلى إنكلترا.